# Dolfinarium Harderwijk
Dolfinarium Harderwijk is een dolfinarium te Harderwijk in Nederland. Eigenaar is de Spaanse groep Aspro Ocio. Het is het grootste showpark met zeezoogdieren in Europa en trekt jaarlijks honderdduizenden bezoekers. Het park werd in 1955 gesticht als nevenactiviteit bij de exploitatie van een speeltuin. In 1965 werden de deuren van het dolfinarium geopend voor publiek. Op de manier van het gebruik van bepaalde gehouden dieren is al jarenlang kritiek, het leidde in 2025 tot een waarschuwing tot het opleggen van een dwangsom door de Rijksdienst voor Ondernemend Nederland bij nieuwe overtredingen.

## Geschiedenis
In 1955 startte ondernemer Frits den Herder, die samen met broer Coen eigenaar was van een lokale rederij en een speeltuin in Harderwijk, met het 'verzamelen' van zeezoogdieren. Hiermee zette hij het werk van zijn vader Eibert den Herder voort, een ex-schipper die zich, na een vergeefse poging om de afsluiting van de Zuiderzee te stoppen, inzette om het toerisme naar Harderwijk te krijgen. Hij bouwde in 1965 het eerste dolfinarium in Nederland. Bezoekers konden tegen betaling een kijkje komen nemen en zo leren over verschillende dieren van de zee. In de jaren van Den Herder werden naast tuimelaardolfijnen ook Pacifische walrussen, Californische zeeleeuwen, stellerzeeleeuwen, gewone en grijze zeehonden, zwarte zwaardwalvissen en een orka aan het dierenbestand toegevoegd.
In 1989 werd het park verkocht aan Ruud de Clercq, voormalig directeur van pretpark Efteling. Hij breidde het park uit met een Roggenrif, een bassin waar bezoekers roggen en haaien kunnen aaien, een 3D-filmtheater, een opvangcentrum voor walvisachtigen en in 1997 een lagune, een natuurlijk bassin voor Californische zeeleeuwen, tuimelaardolfijnen, verschillende soorten vissen, krabben en kreeften. In 2001 werd Dolfinarium Harderwijk verkocht aan het Franse recreatiebedrijf Compagnie des Alpes (CdA). Deze onderneming is gespecialiseerd in het exploiteren van ski-accommodaties, amusementparken en ander familievermaak. In 2005 kreeg Dolfinarium Harderwijk een facelift. Er werd een nieuwe ingang gebouwd en er werd een nieuw walrussenverblijf en bruinvissenverblijf geopend. In 2013 werd de koepel van het zeezoogdierenpark verbouwd en kwam er de dolfijnenshow 'Aqua Bella'. Deze show heeft een educatieve kant in de vorm van een verhaal over de gevolgen van afval in zee en de opwarming van de aarde. Verder werd het Roggenrif uitgebreid met verschillende aquaria waarin Noordzeedieren te zien zijn.
Eind 2014 verkocht Compagnie des Alpes het dolfinarium aan de Spaanse groep Aspro Ocio voor een bedrag van 18 miljoen euro.
In de zomer van 2017 opende het park een attractie waar geen dieren bij betrokken zijn. Deze attractie 'Waterpret' is het begin van een omvorming tot waterpretpark voor kinderen waarin dierenshows minder centraal staan. Op 1 juli 2019 opende het park zijn tweede waterattractie. Deze attractie bestaat uit drie lange waterglijbanen met natuurlijke kleuren. De eerste is 20 meter lang en is ook de steilste van het trio. De tweede glijbaan is 56 meter lang en heeft van binnen lichteffecten. De laatste glijbaan is 71 meter lang en is een bandenglijbaan waar twee personen tegelijk af kunnen glijden. De glijbanen liggen naast de eerdere aangelegde waterattractie. Dit glijbanentrio is 8 meter hoog.

## Shows en voorstellingen
- De droomwens was een dolfijnenshow die werd opgevoerd in het Dolfijndomijn met een capaciteit van 2100 toeschouwers. De show werd in 2013 vervangen door Aqua Bella.
- Aqua Bella was een dolfijnenshow die werd opgevoerd in het zelfde bassin. In november 2013 kreeg deze show de hoogste onderscheiding ter wereld in de dierentuin- en attractiebranche: de 'Brass Ring Award'.
- Oceanica is een educatie-show die in de plaats kwam van  Aqua Bella.
- 'Voorstelling met dolfijnen' is een educatieve show met tuimelaardolfijnen die wordt opgevoerd in de DolfijnenDelta.
- De Piratenbende was een zeeleeuwenshow die werd opgevoerd in het Zotte Zeeleeuwentheater met een capaciteit van 1200 zitplaatsen. Er speelden alleen Californische zeeleeuwen in de show.
- De presentatie 'Sterk Werk' is educatief en wordt opgevoerd in de Stoere Stellersterk. Uitsluitend Stellerzeeleeuwen doen mee in deze presentatie.
- 'Onze kleinste dolfijnen' is een educatieve show over bruinvissen. Deze wordt opgevoerd in de Bruinvisbaai.
- De Hobbeldebobbelshow is een educatieve presentatie over gewone en grijze zeehonden. Deze wordt opgevoerd in het Zeehondenzand.
- De Snor(rrr) show was een show die door walrussen wordt opgevoerd op de Walrussenwal. Het is in 2023 vervangen door een educatieve korte presentatie.
- De (H)aaibaaishow was een educatieve voorstelling die wordt opgevoerd door roggen en haaien in het Roggenrif.
- De theatervoorstelling Schatten van de Zee was een show in theater Zeezicht.
- De voorstelling Wally & z'n vriendjes was een kindervoorstelling die soms plaatsvond in het Wallytheater.

## Diersoorten

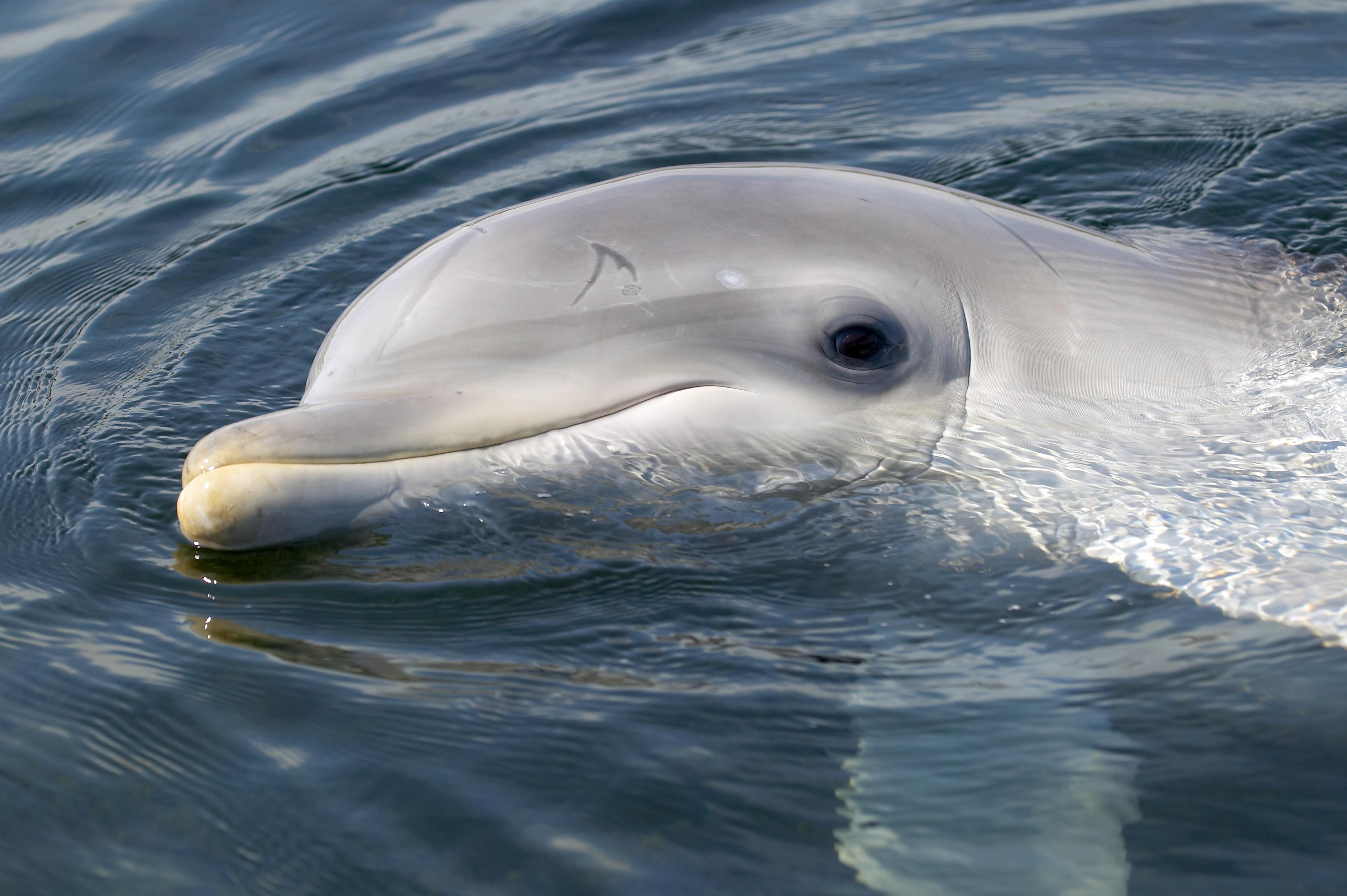
Dolfijn Spetter KV09

De volgende dieren zijn in het Dolfinarium te bezichtigen:
Zeezoogdieren
- Tuimelaardolfijn
- Bruinvis
- Californische zeeleeuw
- Stellerzeeleeuw
- Gewone zeehond
- Grijze zeehond
- Walrus

Vissen en lagere diersoorten
- Stekelrog
- Blonde rog
- Golfrog
- Kleinoogrog
- Gevlekte rog
- Gewone pijlstaartrog
- Kathaai
- Hondshaai
- Gevlekte gladde haai
- Zeebaars
- Kabeljauw
- Rode poon
- Wijting
- Steenbolk
- Goudbrasem
- Diklipharder
- Tong (vis)
- Schol (vis)
- Tarbot
- Noorse kreeft
- Strandkrab
- Zeeanemonen

Voormalige diersoorten
- Orka: Orka Gudrun was jarenlang in dienst voor het Dolfinarium. Op 23 juni 2010 vingen medewerkers van het Harderwijkse Dolfinarium een verzwakte orka in de Waddenzee, en doopten het dier Morgan. In 2011 verhuisde deze orka naar Loro Parque op  Tenerife.